# San Bernardino International Airport

i7
i11
i13
Der San Bernardino International Airport (IATA-Code: SBD, ICAO-Code: KSBD) ist der Verkehrsflughafen der amerikanischen Großstadt San Bernardino im US-Bundesstaat Kalifornien.
Er entstand aus der Konversion der Norton Air Force Base und wird derzeit vor allem von der allgemeinen Luftfahrt sowie für Luftfracht genutzt. Zusätzlich dient der Flughafen auch als Flugzeugfriedhof.

## Lage und Verkehrsanbindung
Der San Bernardino International Airport liegt vier Kilometer östlich des Stadtzentrums von San Bernardino.
Die Interstate 10 verläuft vier Kilometer südlich des Flughafens, während die Interstate 215 fünf Kilometer westlich des Flughafens verläuft. Zusätzlich verläuft die als Schnellstraße ausgebaute California State Route 210, welche auch als Foothill Freeway bezeichnet wird, in der Nähe des Flughafens.

## Geschichte
Der Flughafen wurde 1941 eröffnet und befand sich unter Verwaltung der United States Army. Nach dem Angriff auf Pearl Harbor wurden Jagdflugzeuge auf dem Flughafen stationiert. Im Jahr 1942 wurde er in San Bernardino Army Airfield umbenannt. Auf der Basis wurde das San Bernardino Air Depot eingerichtet und für die Reparatur und Wartung von Flugzeugen genutzt. Im Jahr 1948 wurde die Basis an die United States Air Force übertragen und der Name in San Bernardino Air Force Base geändert. Zwei Jahre später wurde der Name der Basis in Norton Air Force Base geändert, sie wurde nach Leland Francis Norton benannt. Im Jahr 1954 wurde die Start- und Landebahn auf 3048 Meter verlängert, um von den größten Bombern des Strategic Air Command genutzt werden zu können. Im Jahr 1966 wurde ein Geschwader mit Lockheed C-141 aufgestellt. Im Jahr 1967 wurde der 63d Military Airlift Wing ohne Personal und Material zur Norton Air Force Base verlegt und übernahm das Geschwader. Im Jahr 1968 wurde ein neues Terminal eröffnet, welches anschließend für den Transport von Soldaten nach Vietnam genutzt wurde.

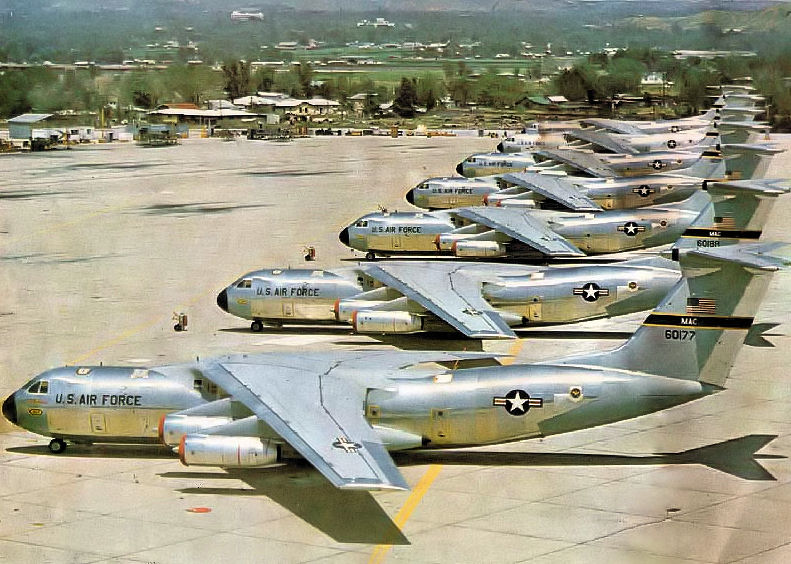
Lockheed C-141 auf der Norton Air Force Base

Im Jahr 1988 entschied die Base Realignment and Closure Commission, die Norton Air Force Base zu schließen. Zu diesem Zeitpunkt waren über 10.000 Arbeitsplätze direkt und indirekt von der Air Force Base abhängig. Daher wurde 1990 die Inland Valley Development Agency gegründet, um das Gelände in eine zivile Nutzung zu überführen. Im Jahr 1992 wurde die San Bernardino International Airport Authority gegründet, welche den zivilen Flughafen seitdem betreibt. Am 31. März 1994 wurde die Norton Air Force Base endgültig geschlossen. Im Jahr 1997 eröffnete der United States Forest Service auf dem Flughafen eine Basis für Löschflugzeuge.
Im Jahr 2014 wurde das internationale Passagierterminal eröffnet. Im Dezember 2016 nahm UPS Airlines saisonale Frachtflüge zwischen San Bernardino und Louisville auf. Am 10. April 2017 kündigte Volaris an, den San Bernardino International Airport ab dem 29. Juni 2017 mit dem Flughafen Guadalajara verbinden zu wollen. Die Flüge wurden jedoch nie aufgenommen. 2018 weitete UPS Airlines die Frachtflüge auf das ganze Jahr aus. Im gleichen Jahr nahm zudem FedEx Flüge nach San Bernardino auf.
Im Februar 2019 wurden Pläne für ein Logistikzentrum, welches als Eastgate Air Cargo Logistics Center benannt wurde, veröffentlicht. Im Dezember 2019 stimmte die Federal Aviation Administration als letzte Behörde dem Bau des Logistikzentrums am San Bernardino International Airport zu. Im Februar 2020 klagten der damilige Attorney General des Bundesstaates Kalifornien, Xavier Becerra, und lokale Gruppen von Umweltschützern gegen die Genehmigung.
Während der COVID-19-Pandemie wurden zahlreiche Flugzeuge auf dem San Bernardino International Airport abgestellt. Am 8. Mai 2020 wurde angekündigt, dass Amazon das Logistikzentrum als Drehkreuz für Amazon Air in Südkalifornien nutzen wird. Am 28. April 2021 nahm das Logistikzentrum den Betrieb auf.
Am 8. März 2022 kündigte Breeze Airways an, Flüge nach San Francisco anbieten zu wollen. Die Flüge wurden am 8. August 2022 aufgenommen; es handelte sich um die ersten Linienflüge am San Bernardino International Airport.

## Flughafenanlagen

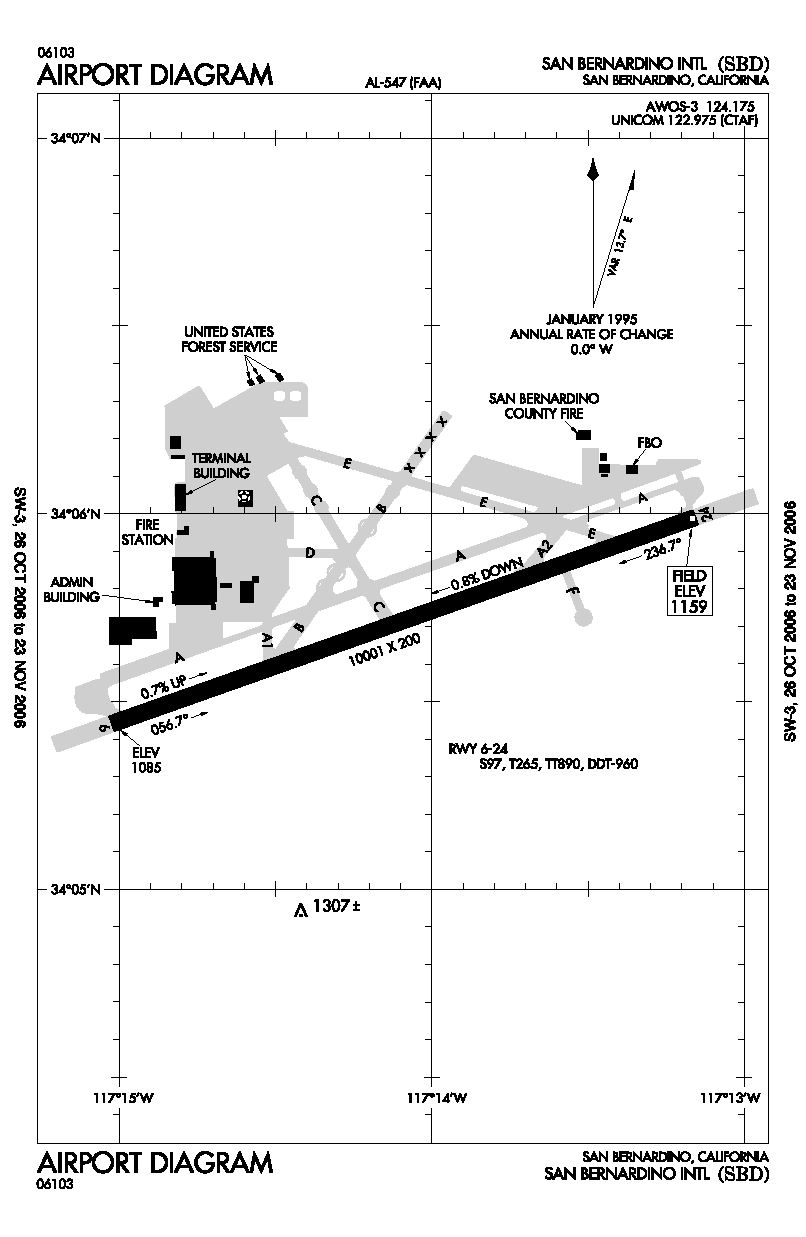
Flughafendiagramm (veraltet)

Der San Bernardino International Airport hat eine Fläche von 538 Hektar.

### Start- und Landebahnen
Der San Bernardino International Airport verfügt über eine Start- und Landebahn. Sie ist 3408 Meter lang, 61 Meter breit und verfügt über einen Belag aus Beton.

### Terminals

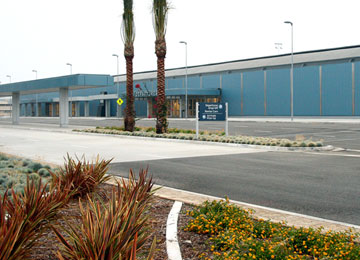
Außenansicht des Inlandsterminals

Der San Bernardino International Airport verfügt über zwei Passagierterminals. Das südliche Terminal ist für Inlandsflüge ausgelegt und verfügt über vier Parkpositionen auf dem Vorfeld. Im Terminal befinden sich vier Flugsteige, von denen drei mit Fluggastbrücken ausgestattet sind.
Im nördlichen Terminal können internationale Flüge abgefertigt werden. Es ist mit einer Fluggastbrücke ausgestattet.

## Zwischenfälle
- Am 5. Oktober 1945 wurde eine Curtiss C-46A-1-CU Commando der United States Army Air Forces (USAAF) (41-5190) gegen den 10.064 Fuß (3.067 Meter) hohen Mount Baldy in den San Gabriel Mountains (Kalifornien, USA) geflogen, 36 Kilometer nordwestlich des Abflugplatzes San Bernardino. Durch diesen CFIT (Controlled flight into terrain) wurden alle 4 Insassen getötet, drei Besatzungsmitglieder und ein Passagier.[25]

## Fluggesellschaften und Ziele
Der San Bernardino International Airport wird von den Frachtfluggesellschaften Amazon Air, FedEx und UPS Airlines genutzt.
Breeze Airways bietet Flüge nach San Francisco und Provo an.

## Trivia
- Der Flughafen diente als Kulisse für einige Filme, beispielsweise für The Fast and the Furious und Aviator.[27][28]